# 慈州 (唐)
慈州（じしゅう）は、中国にかつて存在した州。唐代から金代にかけて、現在の山西省臨汾市西部に設置された。

## 概要
618年（武徳元年）、唐により隋の文城郡が汾州と改められた。622年（武徳5年）、汾州は南汾州と改称された。634年（貞観8年）、南汾州は慈州と改称された。742年（天宝元年）、慈州は文城郡と改称された。758年（乾元元年）、文城郡は慈州の称にもどされた。慈州は河東道に属し、吉昌・文城・昌寧・呂香の4県を管轄した。
1072年（熙寧5年）、北宋により慈州は廃止された。1086年（元祐元年）、再び慈州が置かれた。慈州は河東路に属し、吉郷県1県を管轄した。
1151年（天徳3年）、金により慈州は耿州と改称された。1190年（明昌元年）、耿州は吉州と改称された。吉州は河東南路に属し、吉郷・郷寧の2県を管轄した。
1265年（至元2年）、元により吉郷県は廃止され、吉州に編入された。吉州は晋寧路に属し、郷寧県1県を管轄した。
明のとき、吉州は平陽府に属し、郷寧県1県を管轄した。
清のとき、吉州は平陽府に属し、属県を持たない散州となった。
1912年、中華民国により吉州は廃止され、吉県と改められた。